# Остров фантазий (фильм)
«Остров фантазий» (англ. Fantasy Island) — американский фильм ужасов о сверхъестественном режиссёра Джеффа Уодлоу и сценаристов Джиллиан Джейкобс, Крис Роуча и Уодлоу. Фильм является приквелом к одноимённому телесериалу 1977 года. Джейсон Блум выступает в качестве продюсера через свой баннер Blumhouse Productions. Sony выпустила фильм 12 февраля 2020 года.

## Сюжет
Деловая женщина Гвен Олсен, бывший полицейский Патрик Салливан, сводные братья Джей Ди и Бракс Уивер и обеспокоенная Мелани Коул выигрывают конкурс на посещение Острова фантазий, тропического курорта, где фантазии, по-видимому, сбываются. По прибытии они встречают «хранителя» острова, Мистера Рорка, и погружаются в свои фантазии: Джей Ди и Бракс входят в рейв в особняке; Патрик записывается на войну в честь своего покойного отца; Мелани решает отомстить обидчице; а Гвен принимает предложение своего бойфренда Алана, которое она отвергла много лет назад. Патрик попадает в плен к группе американских солдат и обнаруживает, что их командир-его отец на его последней миссии перед смертью, в то время как Мелани входит в подземную комнату, где она мучает свою обидчицу Слоун Мэддисон, загружая онлайн-видео её измены мужу.
Однако другое видео показывает, что Слоун была похищена и доставлена на остров, чтобы исполнить фантазию против её воли. Мелани спасает её от хирурга в маске, в котором она узнаёт доктора Пытку, вымышленного персонажа, которого она придумала в детстве, и они убегают. Когда наступает ночь, на обеих снова нападает доктор Пытка, прежде чем он будет убит Дэймоном, частным детективом, живущим на острове. Дэймон ведёт их в пещеру, где объясняет, что фантазии создаются родниковой водой под «сердцем» острова: светящейся скалой, которая показывает самые глубокие желания человека. Рассказав, что Рорк смешал воду с напитками своих гостей, Дэймон объясняет, что он приехал на остров, чтобы исследовать его, пока Рорк не предложил ему желание: увидеть свою умершую дочь. К сожалению, его фантазия превратилась в живой кошмар, который поглотил его на острове после того, как он отверг его. Троица набирает немного родниковой воды и продолжает путь на курорт, чтобы найти телефон.
Гвен просыпается в настоящем и обнаруживает, что у неё есть дочь от Алана. Когда она не хочет продолжать, появляется Рорк и показывает, что у него есть своя фантазия, которая должна быть с его покойной женой, и она будет выполнена, пока он предоставляет своим гостям их фантазии. Гвен удается убедить Рорка изменить её фантазии, убедив его, что он будет продолжать видеть свою жену. Однако Остров фантазий начинает превращать другие фантазии в живые кошмары, как Джей Ди. А на Бракса нападает наркокартель, связанный с владельцем особняка, в то время как Гвен забирают в ту ночь, когда она случайно вызвала пожар, убивший её соседа Ника Тейлора. Она пытается спасти Ника, но падает без сознания в огне, только чтобы быть спасённой личным помощником Рорка, Джулией. Гвен также понимает, что все остальные гости, кроме Мелани, были там в тот же вечер.
В то же время Патрик пытается покинуть остров вместе со своим отцом, но его вызывают, чтобы спасти некоторых заложников, которые оказываются Джей Ди и Браксом в особняке. Солдаты убивают картель, но они оживают как зомби и убивают Джей Ди и остальных солдат. Отец Патрика жертвует собой, чтобы его сын и Брэкс смогли сбежать обратно на курорт. Мелани и Слоун попадают в засаду теперь уже зомбированного доктора Пытки, пока Дэймон не прыгает с утёса вместе с ним, убивая их обоих. Приехав на курорт, Слоун звонит мужу и убеждает его позвонить военным соратникам Дэймона. Оставшиеся в живых перегруппировываются на курорте, но загнаны в угол Рорком, который показывает, что гости являются частью чьей-то фантазии, в которой они все убиты.
Понимая, что все были вовлечены в смерть Ника, гости делают вывод, что это фантазия Джулии, полагая, что она была матерью Ника. Гости убегают в док, чтобы быть спасенными самолётом, посланным партнерами Дэймона, только для того, чтобы он был сбит картелем. Группа бежит к пещере, чтобы уничтожить светящийся камень с помощью гранаты, которую несёт Бракс. Во время поисков выжившие сталкиваются с проявлениями своих личных демонов, но они перегруппировываются и находят камень. Внезапно Мелани наносит удар ножом и ранит Патрика, прежде чем взять Слоун в заложницы. Мелани показывает, что это её истинная фантазия, организовав прибытие всех, чтобы отомстить им за смерть Ника, с которым у неё должно было быть свидание в ночь его смерти; также выясняется, что Джулия на самом деле жена Рорка, появляющаяся, не зная его, как часть его фантазии, и что если он не выполнит фантазию каждого гостя, включая Мелани, он снова потеряет её.
Джулия снова начинает умирать, но прежде чем исчезнуть, узнав его, она убеждает Рорка отпустить её и помочь его гостям сбежать с острова. Напомнив Рорку, что она может осуществить свою фантазию. Слоун фантазирует о том, что Мелани будет вместе с Ником. Это приводит к тому, что Мелани подвергается нападению зомбированного трупа Ника, который тащит её в воду. Прежде чем утонуть, она взрывает гранату против выживших, но Патрик жертвует собой, падая на неё, чтобы защитить других. Фантазия заканчивается, и Гвен, Слоун и Бракс просыпаются на курорте, обнаруживая, что Патрик умер как герой, в то время как теперь очищенный Рорк наконец соглашается отпустить их.
Когда выжившие садятся в самолет, чтобы покинуть теперь уже очищенный Остров фантазий, Бракс хочет, чтобы Джей Ди вернулся к жизни и вернулся домой. Рорк объясняет, что Бракс должен остаться на острове, чтобы эта фантазия стала реальностью. Когда Гвен, Слоун и Джей Ди вылетают на самолёте, Рорк просит Бракса стать его новым личным помощником и взять себе прозвище. Вспомнив прозвище, которое брат дал ему в школе, Бракс решил назвать себя Тату, положив начало событиям телесериала 1977 года.

## В ролях
| Актёр             | Роль               |
| ----------------- | ------------------ |
| Майкл Пенья       | Мистер Рорк        |
| Люси Хейл         | Мэлани Коул        |
| Мэгги Кью         | Гвен Олсен         |
| Остин Стоуэлл     | Патрик Салливан    |
| Джимми О. Ян      | Бракс Уивер        |
| Райан Хэнсен      | Джей Ди Уивер      |
| Портия Даблдэй    | Слоун Мэддисон     |
| Майкл Рукер       | Дэймон             |
| Париса Фитц-Хенли | Джулия             |
| Майк Фогель       | Лейтенант Салливан |
| Робби Джонс       | Аллен Чэмберс      |
| Ким Коутс         | Дьяволикий         |
| Шарлотта Маккинни | Честити            |
| Эван Эвагора      | Ник Тейлор         |

## Производство
В июле 2018 года было объявлено, что в Blumhouse Productions и Sony Pictures разрабатывается фильм, переосмысливающий телесериал Остров фантазий, и его описывают как смесь Мира Дикого запада и Хижины в лесу. Джефф Уодлоу был нанят в качестве режиссёра и соавтора сценария к фильму.
В октябре 2018 года Майкл Пенья, Джимми О. Ян, Дэйв Батиста и Люси Хейл присоединились к актёрскому составу. В ноябре 2018 года, во время интервью Уодлоу рассказал, что Мэгги Кью, Портия Даблдэй и Райан Хэнсен присоединились к съемочной группе, а также предположил, что Батиста больше не снимается в фильме и не появляется в нём.
Майкл Рукер, Шарлотта Маккинни, Париса Фитц-Хенли и Остин Стоуэлл присоединились к актёрскому составу в январе 2019 года. Позже Райан Хансен подтвердил, что в фильме не будет персонажа Тэйтту из телесериала.

### Съёмки
Основные съёмки фильма начались в январе 2019 года в Фиджи.

### Музыка
Беар Маккрири написал музыку к фильму, заменив частого соавтора и композитора Мэтью Марджесона.

## Релиз
Изначально фильм «Остров фантазий» планировали выпустить 28 февраля 2020 года, пока дату релиза не перенесли на чуть раньше, 14 февраля 2020 года.

## Приём

### Сборы
На 4 марта 2020 года «Остров фантазий» собрал 24,8 миллионов долларов в Соединенных Штатах и Канаде и 16,4 млн долларов в других странах на общую сумму 41,2 млн долларов при бюджете в 7 миллионов долларов.
В Соединенных Штатах и Канаде «Остров фантазий» будет выпущен вместе с Соник в кино, Фотография и Под откос, и согласно прогнозам, в течение четырёхдневных первых выходных он должен был собрать 12-16 миллионов долларов США. В первый день он заработал 5,7 миллиона долларов и дебютировал до 12,6 миллиона долларов за первые три дня, а в общей сложности — за четыре дня 14 миллионов, заняв третье место в кассе.

### Критика
Фильм получил негативные отзывы. На сайте Rotten Tomatoes фильм получил 9 % на основе 75 рецензий со средней оценкой 3,07/10. На Metacritic, фильм имеет всего 21 балл из 100, основываясь на 26 рецензиях, что указывает на «в целом неблагоприятные отзывы». Аудитории CinemaScore, дали фильму среднюю оценку «C-» по шкале от A+ до F, а PostTrak дали фильму две звезды из пяти, причём лишь 37 % зрителей порекомендовали данный фильм.